# 283P/Spacewatch
283P/Spacewatch est une comète périodique du système solaire, découverte le 17 février 1996 par le programme Spacewatch.